# Lunar Lander (gra komputerowa)
Lunar Lander – dwuwymiarowa, zręcznościowa gra symulacyjna, stworzona przez Atari w 1979 na bazie tytułów z wczesnych komputerów, w tym PDP-10, i wykorzystująca grafikę wektorową. Tytuł doczekał się wielu nieoficjalnych wersji i remake'ów, został wydany również w kompilacjach typu Atari Greatest Hits.

## Rozgrywka
Gracz kontroluje lądownik, powoli przyciągany przez siłę grawitacji, a jego zadaniem jest odpowiednia nawigacja i użycie silników manewrowych, by bezpiecznie wylądować w wybranym punkcie na powierzchni planety.